# Süleyman Taşköprü

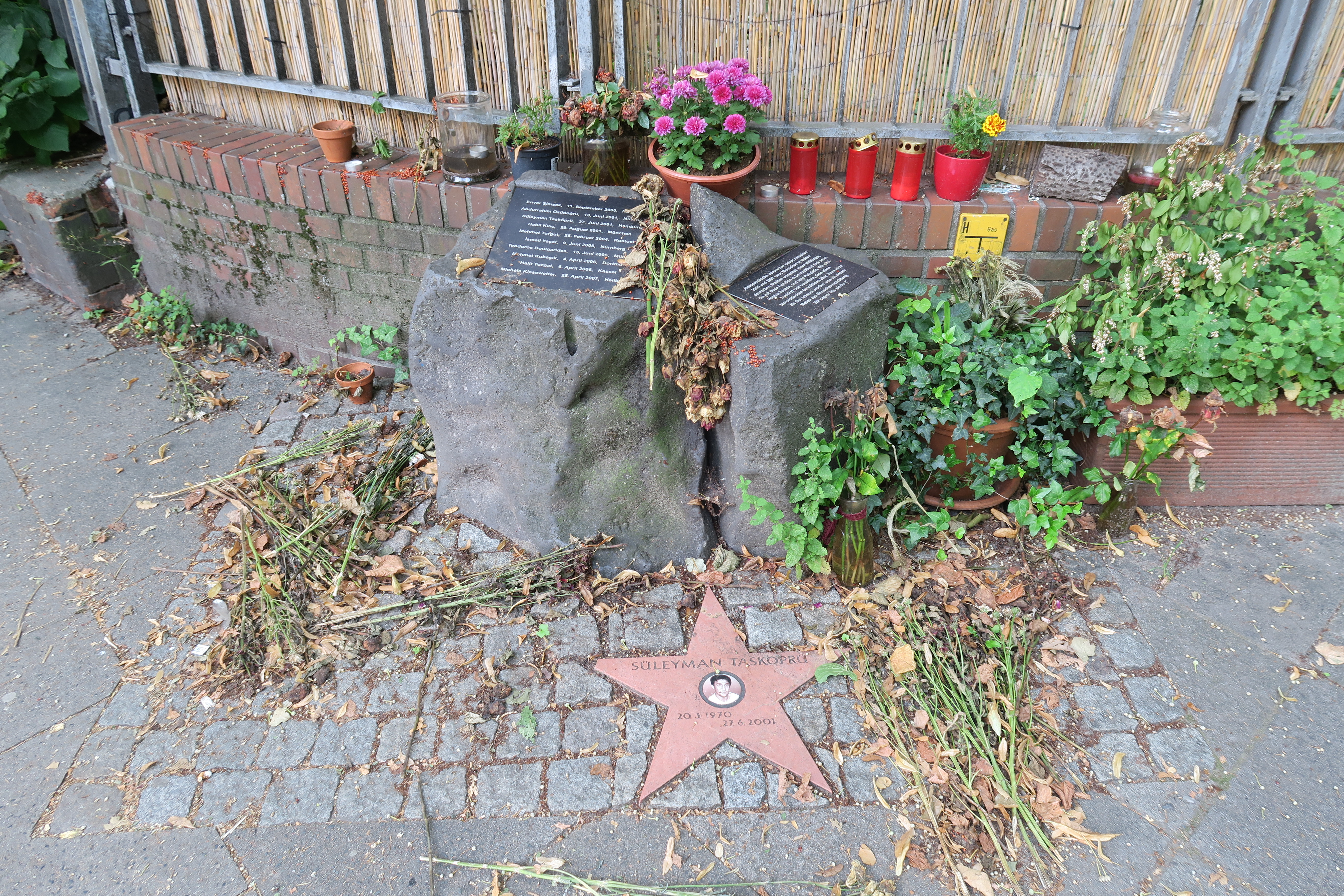
Denkmal für Süleyman Taşköprü mit Stern und Gedenkstein

Süleyman Taşköprü (anhörenⓘ * 20. März 1970 in Afyonkarahisar; † 27. Juni 2001 in Hamburg-Bahrenfeld) war eines der Opfer der NSU-Mordserie der terroristischen Vereinigung „Nationalsozialistischer Untergrund“ (NSU). Der Obst- und Gemüsehändler wurde im Laden, den er zusammen mit seinem Vater betrieb, mit drei Schüssen aus zwei verschiedenen Waffen getötet.
Taşköprü kam im Alter von 11 Jahren mit seiner Familie nach Deutschland. Nach dem Realschulabschluss war er für eine japanische Firma tätig. Er gründete eine Familie und hatte eine dreijährige Tochter. Er übernahm den Lebensmittelladen seines Bruders in der Schützenstraße. 
Am 27. Juni 2001 gegen 11 Uhr wurde Taşköprü durch Kopfschüsse aus einer Ceska-Pistole sowie einer Pistole des Typs Bruni getötet. Bevor die Täter flüchteten, fotografierten sie ihr Opfer. Das Bild taucht im Bekennervideo des NSU auf. Taşköprüs Vater entdeckte seinen schwer verwundeten Sohn unmittelbar nach der Tat, bevor er starb. Unmittelbar danach sagte er der Polizei, die Attentäter seien Deutsche gewesen, die etwa 25 bis 30 Jahre alt seien.
Die Mordkommissionen vermutete allerdings keine Tätergruppe im Bereich Rechtsextremismus, sondern ermittelte im Milieu der organisierten Kriminalität. Die Beamten vermuteten, dass Taşköprü Freunde im „Hamburger Rotlichtviertel“ gehabt habe.
Im Jahr 2013 wurde eine Parallelstraße der Straße, in der Taşköprü getötet wurde, in Taşköprüstraße umbenannt. Hamburg ist damit die erste Stadt, die eine Straße nach einem Opfer des NSU umbenannt hat. Im Jahr 2018 bat die Hamburgische Bürgerschaft die Familie Taşköprü um Entschuldigung für die unter falschem Verdacht geführten Ermittlungen. Allerdings ist Hamburg auch das einzige Bundesland, das in Bezug auf NSU-Morde keinen parlamentarischen Untersuchungsausschuss ins Leben gerufen hat. Nach erfolglosen Initiativen 2020 wurde im Frühjahr 2023 ein weiterer Antrag der Linkspartei zu einem solchen Ausschuss abgelehnt. Statt eines parlamentarischen Untersuchungsausschusses entschied sich die Bürgerschaft, die Tat wissenschaftlich aufarbeiten zu lassen. Den schließlich im November 2024 beauftragten Forschern der Ruhr–Universität Bochum sollen dazu die Archive, auch des Landesamtes für Verfassungsschutz, geöffnet werden, um zu klären, warum jahrelang in die falsche Richtung ermittelt wurde und die türkische Familie von Taşköprü im Verdacht stand.
Taşköprü war ein Fan des Schauspielers Sylvester Stallone. Seine Schwester hatte ihm versprochen, im Fall seines Todes einen Stern an seinem Grabstein anzubringen. Neben dem Stern wurde 2012 ein Gedenkstein, bestehend aus zwei Basalt Stelen, aufgestellt. Die Inschrift auf dem Gedenkstein lautet: 

„Neonazistische Verbrecher haben zwischen 2000 und 2007 zehn Menschen in sieben deutschen Städten ermordet: Neun Mitbürger, die mit ihren Familien in Deutschland eine neue Heimat fanden, und eine Polizistin. Wir sind bestürzt und beschämt, dass diese terroristischen Gewalttaten über Jahre nicht als das erkannt wurden, was sie waren: Morde aus Menschenverachtung. Wir sagen: Nie wieder!“

Gedenksteine mit identischer Inschrift wurden für die weiteren neun Opfer der Mordserie in den jeweiligen Städten aufgestellt.